# 리듬스타 3
《리듬스타 3》은 에이앤비 소프트에서 만든 리듬스타시리즈의 5번째 작이다.
2013년 7월 12일과 13일, 하루 8시간 (12:00~20:00)동안 CBT가 진행되었고, 2013년 7월 23일에 정식 출시되었다.

## 게임 진행 방식
괴수퇴치
우선 보스 레이드 방식을 채택했다. 게임 시스템의 기본적인 것은 기존 플레이방식과 동일하지만, 게이지가 모이면 화면 우측의 Punch(공격) 모드가 활성화되는데,이걸 눌러 보스의 HP를 깎아 0으로 만들어야 클리어가 가능하다. (캐릭터의 HP가 0이 되거나 곡 내에 보스의 HP를 전부 깎지 못할 경우 게임오버)
음악앨범
기존 플레이방식과 동일하다.

## 점수
괴수퇴치
판정은 기존과 동일하게 Perfect,Great,Good,Bad,Miss의 5단계 판정이지만 콤보별 점수 보너스는 20콤보 : 120% / 50콤보 : 150% / 150콤보 : 170% / 300콤보 : 200%로 감소되었다.
음악앨범
기존 방식과 동일하다. 다만 괴수퇴치와 마찬가지로 점수 보너스가 적용되는 시점이 바뀌었다.
- 20콤보 - 2배(x2)
- 50콤보 - 3배(x3)
- 150콤보 - 4배(x4)
- 300콤보 - 5배(x5)

## 특징
리듬스타 시리즈 최초로 완벽한 동시키를 지원하는 멀티곡이 등장했다. 또한 최초로 꺾이는 노트 2종이 등장했다.(탭소닉처럼 ㄱ자로 꺾이는 노트와 사선으로 꺾이는 노트)

## 다른 리듬스타 시리즈
- 리듬스타
- 리듬스타2
- 리듬스타T
- 리듬스타 소셜